# Couleuvre rayée
Thamnophis sirtalis
Espèce
Synonymes
- Coluber sirtalis Linnaeus, 1758
- Coluber parietalis Say, 1823
- Coluber infernalis Blainville, 1835
- Tropidonotus concinnus Hallowell, 1852
- Eutainia dorsalis Baird & Girard, 1853
- Eutainia pickeringii Baird & Girard, 1853
- Eutainia sirtalis tetrataenia Cope, 1875
- Eutaenia sirtalis semifasciata Cope, 1892
- Thamnophis sirtalis pallidula Allen, 1899

Statut de conservation UICN

 LC  : Préoccupation mineure
La Couleuvre rayée ou Serpent-jarretière, Thamnophis sirtalis, est une espèce de serpents de la famille des Natricidae.

## Répartition
Cette espèce se rencontre fréquemment en Amérique du Nord. On peut la rencontrer partout sauf dans les climats extrêmes, c'est-à-dire dans des régions très sèches ou très froides. Si elle se trouve dans une région plutôt froide, il lui arrive qu'elle hiberne. Elle va donc chercher un terrier, une cave ...

## Description

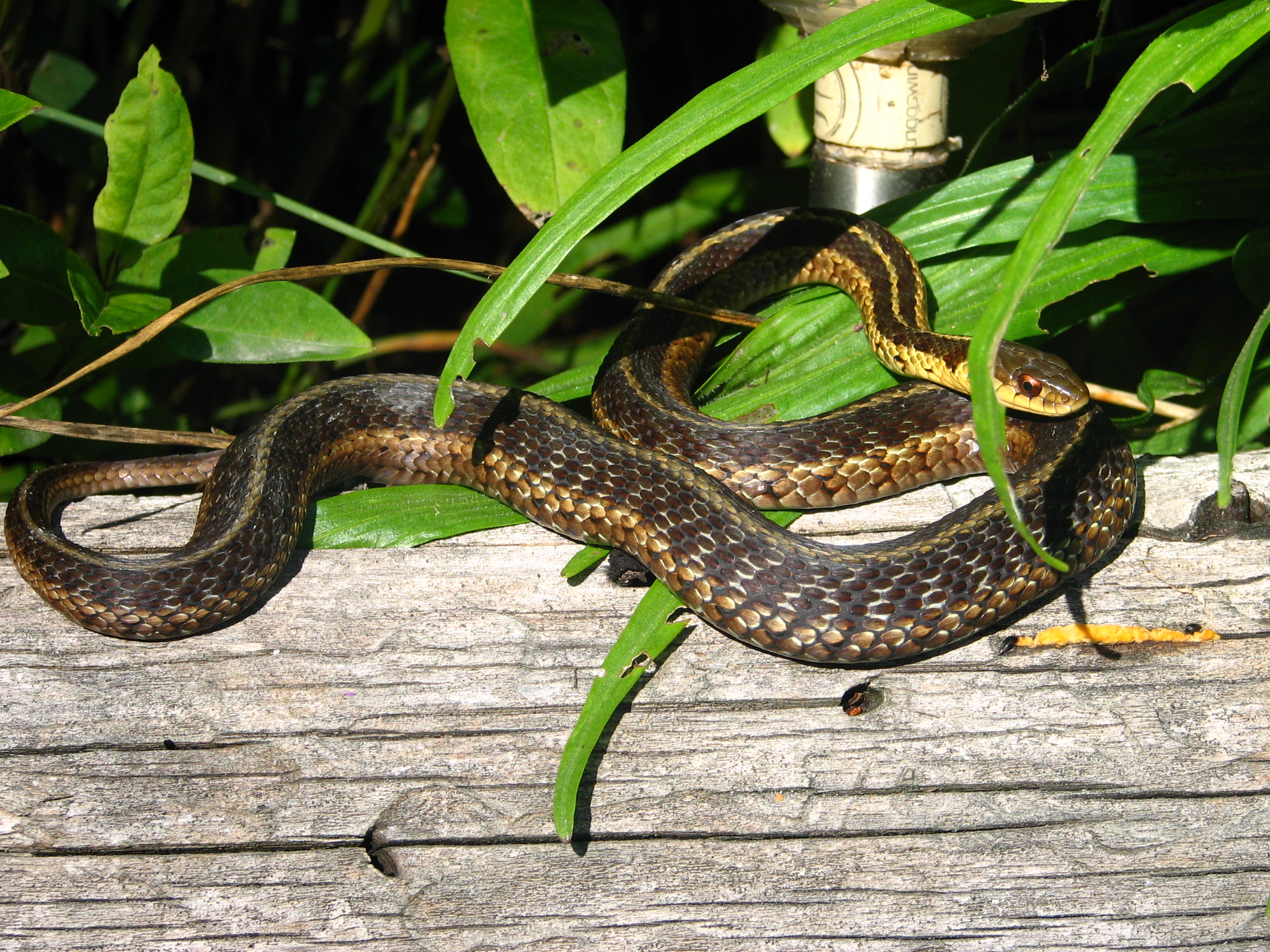

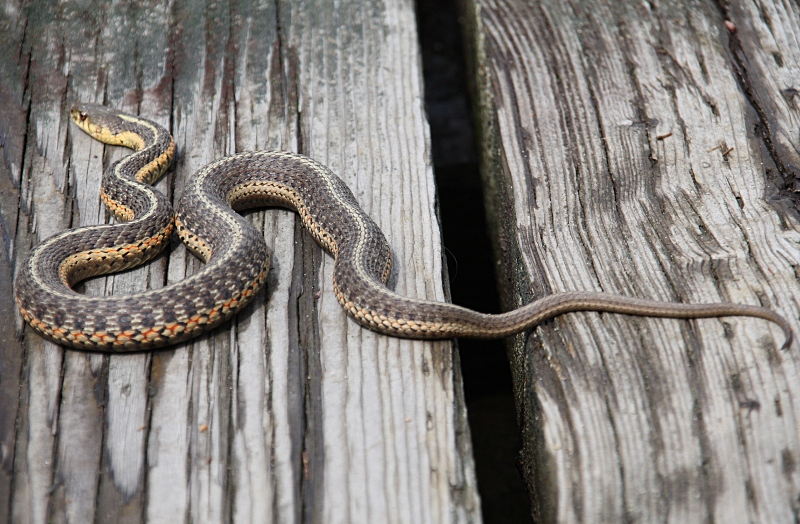

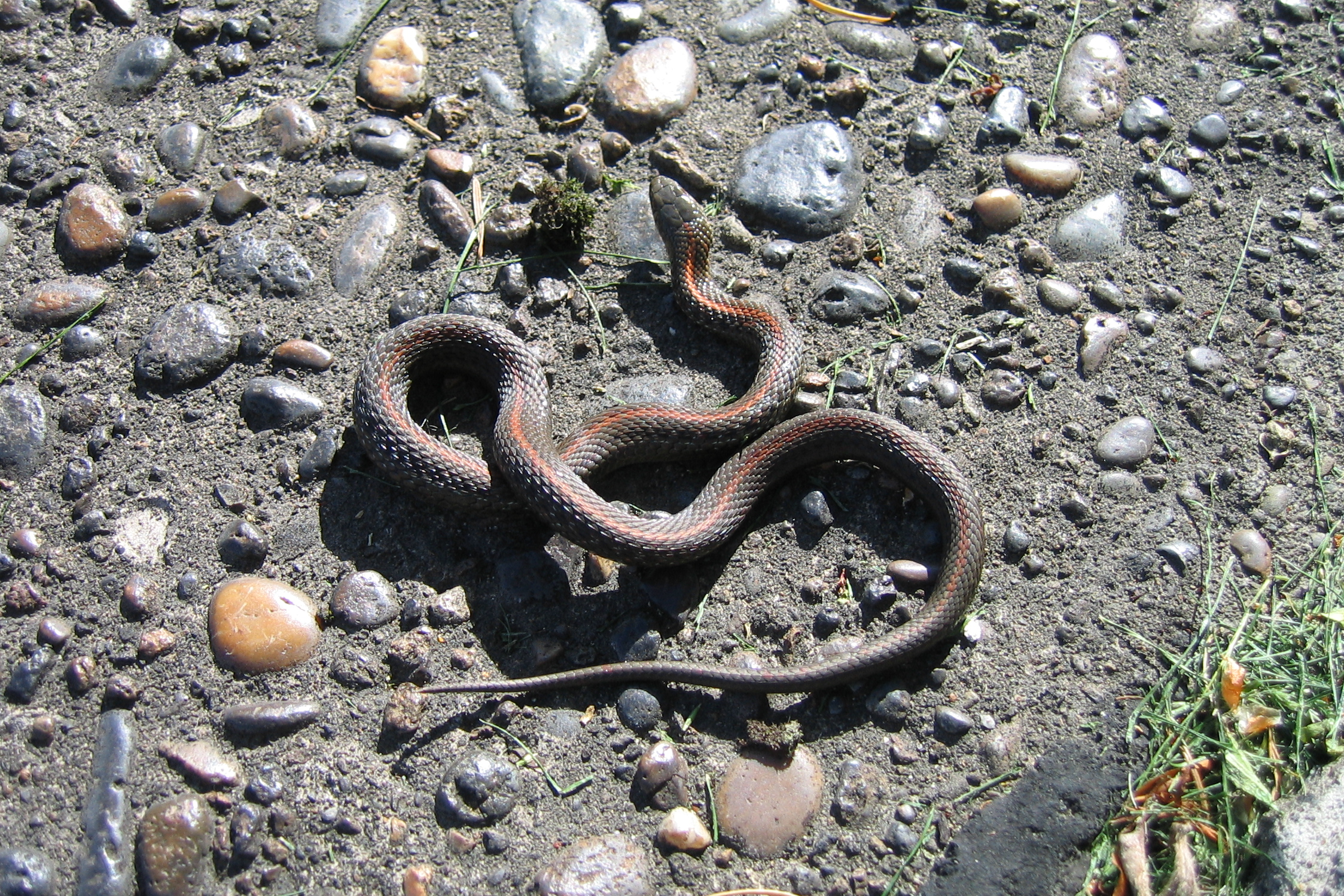

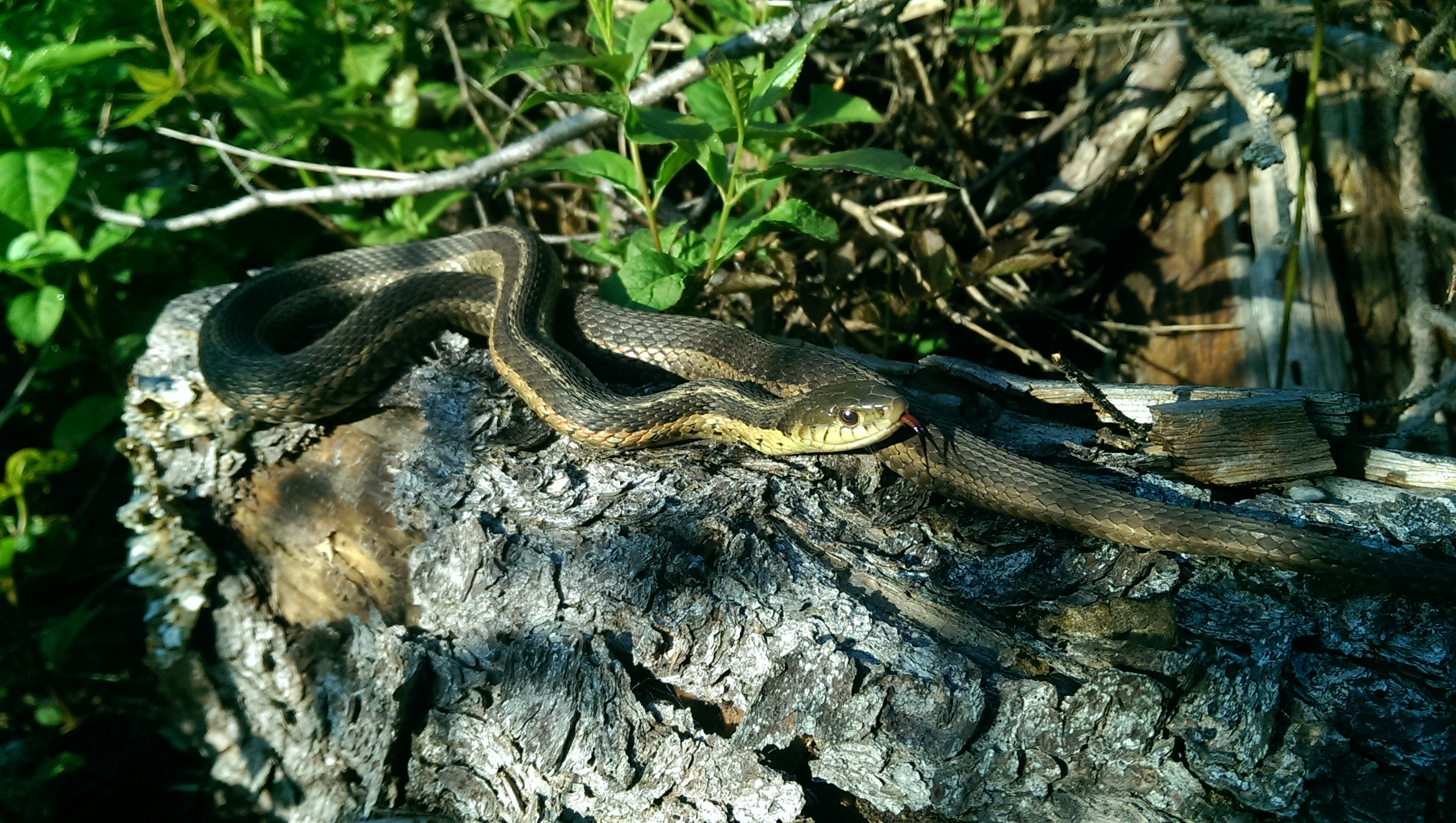
Couleuvre Rayée (St-Ludger-de-Milot,Québec,Canada)

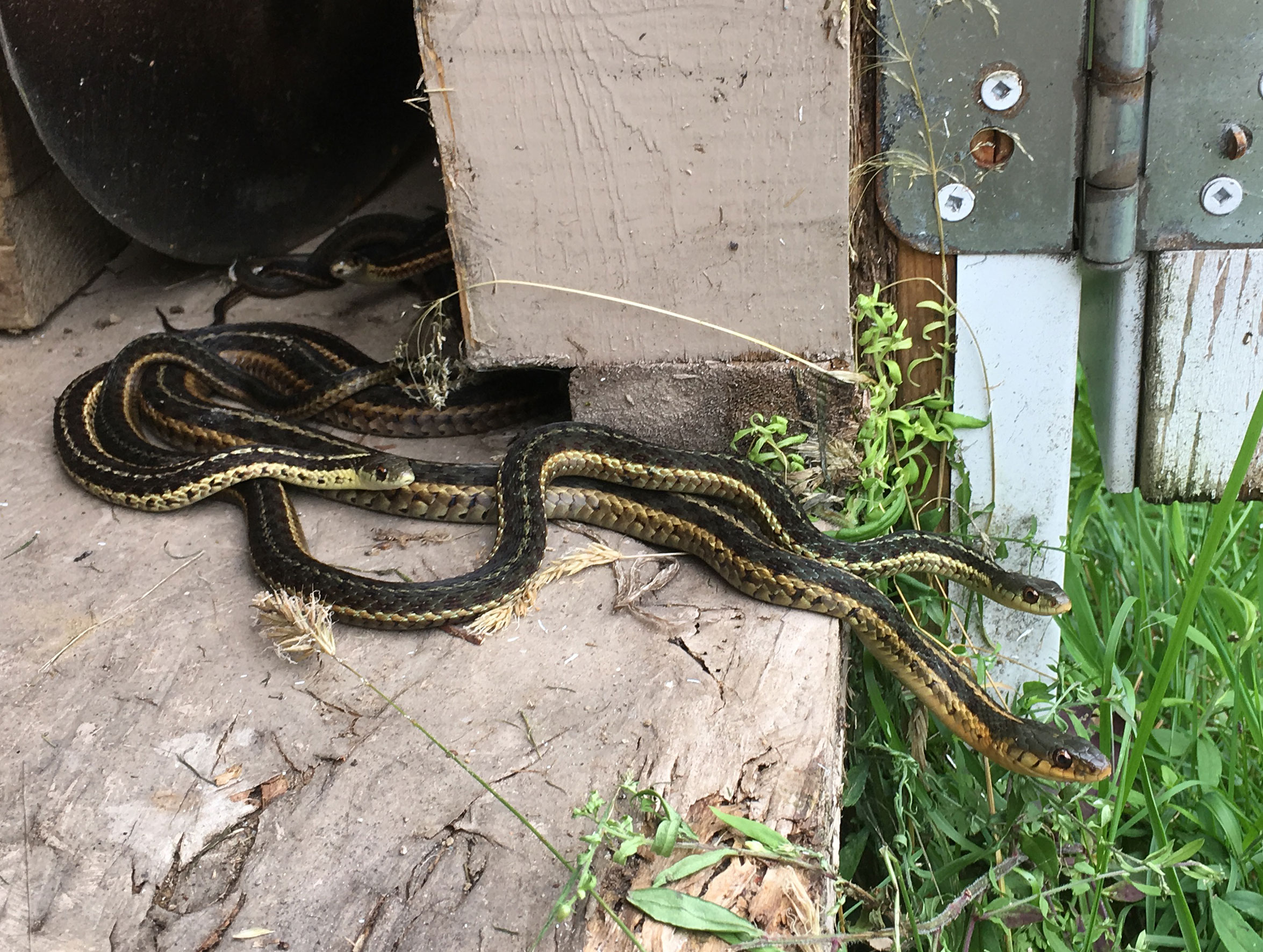
Couleuvres rayées dans un cabanon (Magog, Québec, Canada)

Elle est d'un brun sombre avec trois raies jaunes ou rouges; l'une sur le dos et les deux autres sur les côtés, hormis une exception où les rayures deviennent des taches. Sa longueur moyenne est comprise entre 50 et 125 cm. Son poids varie entre 140 et 180 g. La couleuvre hiberne entre le mois de septembre et décembre.
Plus grosse que le mâle, la femelle est facilement repérable aux yeux des humains ; les serpents, eux, ne l'identifient qu'à son odeur.
Sa nourriture se compose de petits poissons d'eau douce (vivants) ou bouts de saumons frais, de vers de terre, et parfois de souriceaux.
La couleuvre rayée possède des écailles carénées et une plaque anale non-divisée. Cette espèce est ovovivipare et donne naissance à un nombre de petits compris entre 10 et 70 par portée.

## Prédations
Ce serpent est l'unique prédateur des tritons rugueux, qu'il est le seul à pouvoir consommer sans subir les effets des terribles toxines de la peau du triton, largement mortelles pour toute autre espèce (y compris pour l'Homme). Ce fait résulte d'un équilibre écologique qui s'est mis en place entre les deux espèces : les tritons les plus venimeux survivent davantage à la prédation des couleuvres, et les couleuvres les plus résistantes aux toxines sont favorisées dans leur accès à la nourriture. La couleuvre rayée se nourrit également de vers, de poissons et d'autres amphibiens.

## Liste des sous-espèces
Selon The Reptile Database (6 septembre 2013) :
- Thamnophis sirtalis annectens Brown, 1950
- Thamnophis sirtalis concinnus (Hallowell, 1852)
- Thamnophis sirtalis dorsalis (Baird & Girard, 1853)
- Thamnophis sirtalis fitchi Fox, 1951
- Thamnophis sirtalis infernalis (Blainville, 1835)
- Thamnophis sirtalis lowei Tanner, 1988
- Thamnophis sirtalis pallidulus Allen, 1899
- Thamnophis sirtalis parietalis (Say, 1823)
- Thamnophis sirtalis pickeringii (Baird & Girard, 1853)
- Thamnophis sirtalis semifasciatus (Cope, 1892)
- Thamnophis sirtalis similis Rossman, 1965
- Thamnophis sirtalis sirtalis (Linnaeus, 1758)
- Thamnophis sirtalis tetrataenia (Cope, 1875)

## Publications originales
- Allen, 1899 : Notes on the reptiles and amphibians of Intervale, New Hampshire. Proceedings of the Boston Society of Natural History, vol. 29, p. 63-75 (texte intégral).
- Baird & Girard, 1853 : Catalogue of North American Reptiles in the Museum of the Smithsonian Institution. Part 1.-Serpents. Smithsonian Institution, Washington, p. 1-172 (texte intégral).
- Blainville, 1835 : Description de quelques espèces de reptiles de la Californie précédée de l’analyse d’un système général d’herpétologie et amphibologie. Nouvelles Annales du Museum d'Histoire Naturelle, vol. 4, p. 232-296 (texte intégral).
- Brown, 1950 : An annotated list of the reptiles and amphibians of Texas. Baylor University Press, p. 1-838.
- Cope, 1875 in Yarrow, 1875 : Report upon the collections of batrachians and reptiles made in portions of Nevada, Utah, California, Colorado, New Mexico, and Arizona during the years 1871, 1872, 1872, and 1874 in Report upon Geographical and Geological Explorations and Surveys West of the One Hundredth Meridian in Charge of First Lieut. Geo. M. Wheeler, Corps of Engineers, U.S. Army, Under the Direction of Brig. Gen. A. A. Humphryes, Chief of Engineers, U.S. Army, vol. 5, no 4, Washington, D.C., p. 511-584 (texte intégral).
- Cope, 1892 : A critical review of the characters and variations of the snakes of North America. Proceedings of the United States National Museum, vol. 14, p. 589-694 (texte intégral).
- Fox, 1951 : The status of the gartersnake Thamnophis sirtalis tetrataenia. Copeia, vol. 1951, no 4, p. 257-267
- Hallowell, 1852 : Descriptions of new species from Oregon. Proceedings of the Academy of Natural Sciences of Philadelphia, vol. 6, p. 182-183 (texte intégral).
- Linnaeus, 1758 : Systema naturae per regna tria naturae, secundum classes, ordines, genera, species, cum characteribus, differentiis, synonymis, locis, ed. 10 (texte intégral).
- Rossmann, 1965 : A new subspecies of the common garter snake. Proceedings of the Louisiana Academy of Sciences, vol. 27, p. 67-73.
- Say in James, 1823 : Account of an expedition from Pittsburgh to the Rocky Mountains, performed in the years 1819 and '20 : by order of the Hon. J.C. Calhoun, sec'y of war: under the command of Major Stephen H. Long. From the notes of Major Long, Mr. T. Say, and other gentlemen of the exploring party, vol. 1, p. 1-344 (texte intégral).
- Tanner, 1988 : Status of Thamnophis sirtalis in Chihuahua, Mexico (Reptilia: Colubridae). Great Basin Naturalist, vol. 48, no 4, p. 499-507 (texte intégral).